# Volkspark (Flensburg)
Der Volkspark (dänisch Folkeparken) ist ein Parkgelände in Flensburg, oberhalb der Flensburger Förde im Stadtteil Fruerlund. Er besteht aus zahlreichen Kleingärten, Gehwegen, großen Baumbeständen sowie dem Flensburger Stadion. Im Volkspark steht zudem der Mürwiker Wasserturm.

## Geschichte

### Vorgänger des Volksparks

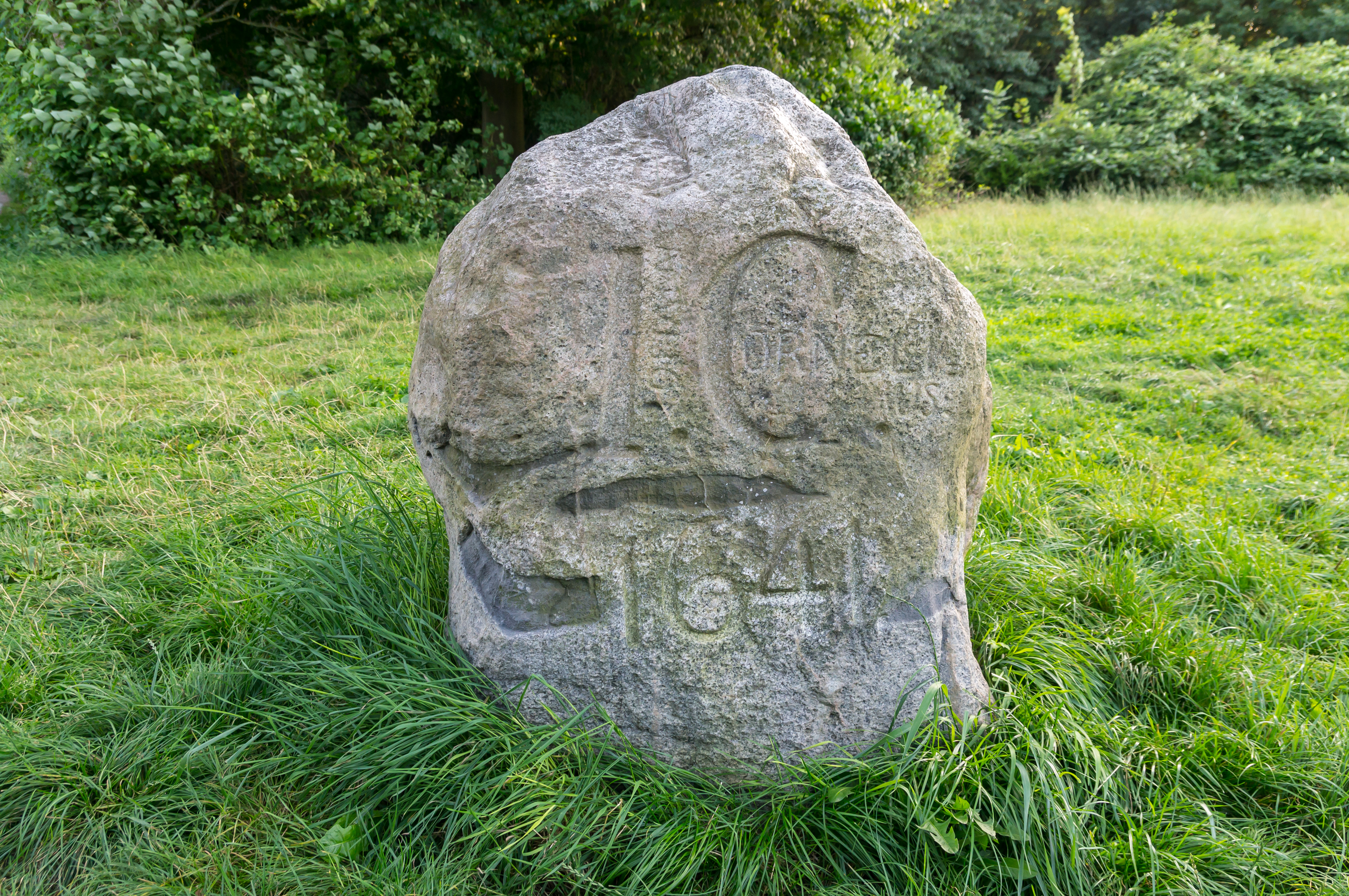
Der Stein vor dem Mürwiker Wasserturm mit der Inschrift: „Johann Cornelius 1641“ der vom alten Mürwiker Park in den neuen Park versetzt wurde.

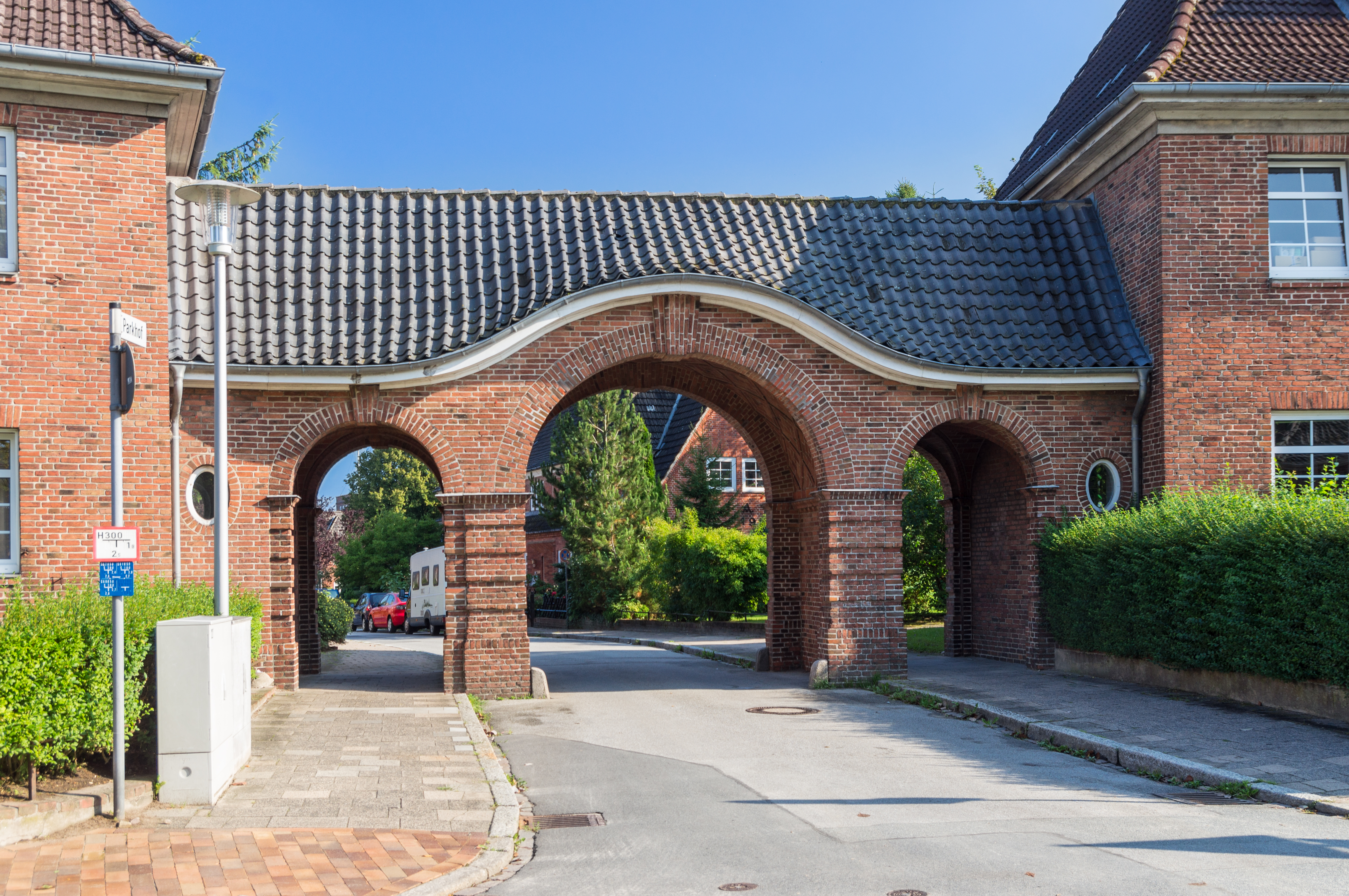
Direkt hinter dem Torbogen liegt die ehemalige Marinesiedlung Parkhof, die 1925/1928 auf einem Teil des alten Mürwiker Parks errichtet wurde.

In Flensburg gab es schon lange vor der Anlegung des Volksparks verschiedene Parkanlagen, die jedoch anders gestaltet waren, anderen Zwecken dienten und sich an ein anderes Publikum richteten. So war beispielsweise der heute noch erhaltene Christiansenpark, der am Ende des 18. Jahrhunderts bei der Westliche Höhe entstanden ist, im Privatbesitz. Der Anfang des 20. Jahrhunderts eingerichtete Stadtpark in der Nähe des Christiansenparks und in der Nähe des Diakonissenkrankenhauses war im Gegensatz zu diesem ein für die Öffentlichkeit eingerichteter Park zum Flanieren. Der kurz nach dem Volkspark entstandene Carlisle-Park gestaltet den öffentlichen Vorbereich des Bahnhofs, wo zuvor der Mühlenteich gelegen hatte.
Aber auch im Osten der Stadt hatte es vor dem Volkspark schon einen großen und sogar recht bekannten Park gegeben, der nördlich der Ziegeleistraße in der Keimzelle Mürwiks lag, also nicht sonderlich weit entfernt vom heutigen Volkspark, der südlich der Ziegeleistraße liegt. Der besagte alte Mürwiker Park soll der Überlieferung nach von einem Holländer namens Johann Cornelius angelegt worden sein. Ein Stein des alten Mürwiker Parks, der noch heute an Johann Cornelius erinnert, trägt die Inschrift „1641“, so dass der Stein demnach im 17. Jahrhundert aufgestellt wurde. Der Mürwiker Park wechselte seit dem 17. Jahrhundert mehrfach seinen Besitzer.
Weitgehend gestaltet wurde der Park dann offenbar in den 1830er Jahren vom Besitzer des Mürwiker Hofes, dem Klostervogt vom Kloster zum Heilige Geist Heinrich Göttig, der zuvor als Kaufmann tätig gewesen war. Der Park beherbergte eine Räuberhöhle (eine künstliche Grotte) mehrere Goldfischteiche, Gesundbrunnen (eine „heiligen“ Quelle), Gartenhäuser, ein Pavillon, seltene Bäume und Sträucher, exotische Blumen, verschiedenste Gemüsepflanzen, Statuen, Walfischbeinbacken und weitere Attraktionen. Im Park befanden sich zudem künstlicher Friedhof und ein Museum, welches eine Sammlung von Kunst und Altertumsgegenständen sowie Naturalien beherbergte.
In den 1850er Jahren besuchte König Friedrich VII. mehrmals den Park. Weitere berühmte Besucher waren der Lyriker und Schriftsteller Wilhelm Jensen, der schleswig-holsteinische Patriot Uwe Jens Lornsen sowie der sogenannte Gesundheitsapostel Ernst Mahner. Göttig war im Übrigen ein überzeugter Abstinenzler. Er veröffentlichte eine ganze Schrift, in der er sich für die generelle Enthaltsamkeit in der Gesellschaft aussprach. Er war der erste Schleswig-Holsteiner der sich diesem Thema schriftstellerisch widmete. Heinrich Göttig starb im Jahre 1863 oder erst 1868.
Göttigs Park wurde dann später offenbar schrittweise überbaut. 1925/1928 wurde so auch der Parkhof, ein Wohnhof im Stil der Heimatschutzarchitektur angelegt. Den Namen Parkhof erhielt die Wohnanlage aber erst am 28. März 1947. Der Name soll an den Park von Göttig erinnern. Ein Löwe der früher im Mürwiker Park gestanden hatte, steht heute auf dem gegenüberliegenden Ufer, auf dem Museumsberg. Der Löwe, mit seinem Wappen, auf dem sich eine Linde befindet, ist heute als ein Kulturdenkmal des Stadtteils Friesischer Berg eingetragen. Der schon erwähnte „Gründerstein“ aus dem 17. Jahrhundert wurde in den Volkspark versetzt. Er steht heute zu Füßen des Wasserturms und erinnert mit seiner Präsenz daran, dass der Volkspark dem alten Mürwiker Park folgte und diesen ersetzte.

### Die Anlegung des Volksparks

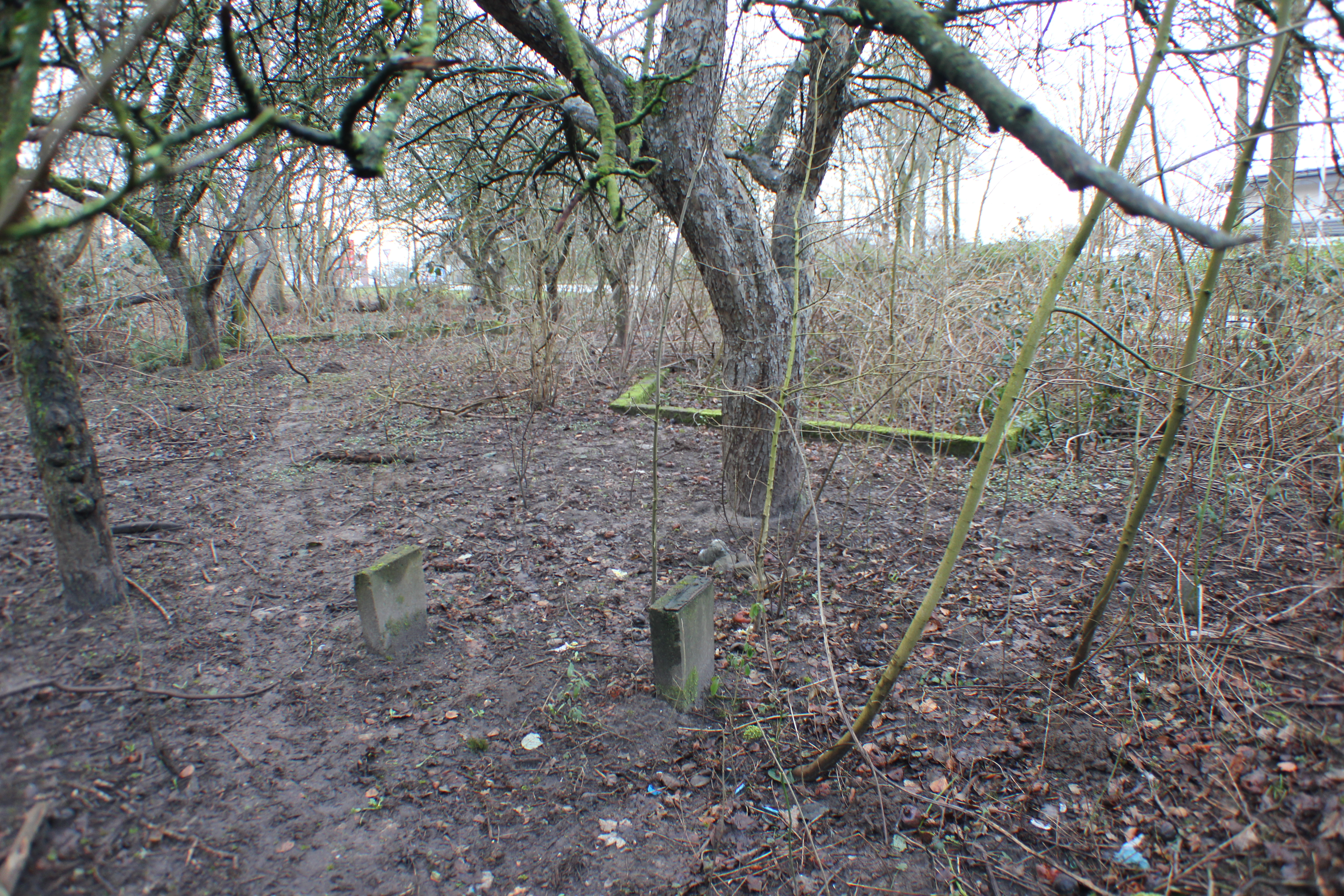
Die Überreste des Hansigartens, unterschiedliche Baumarten und die Fundamente der Käfige der Ziervogelzucht, beim Twedter Plack (Foto 2014)

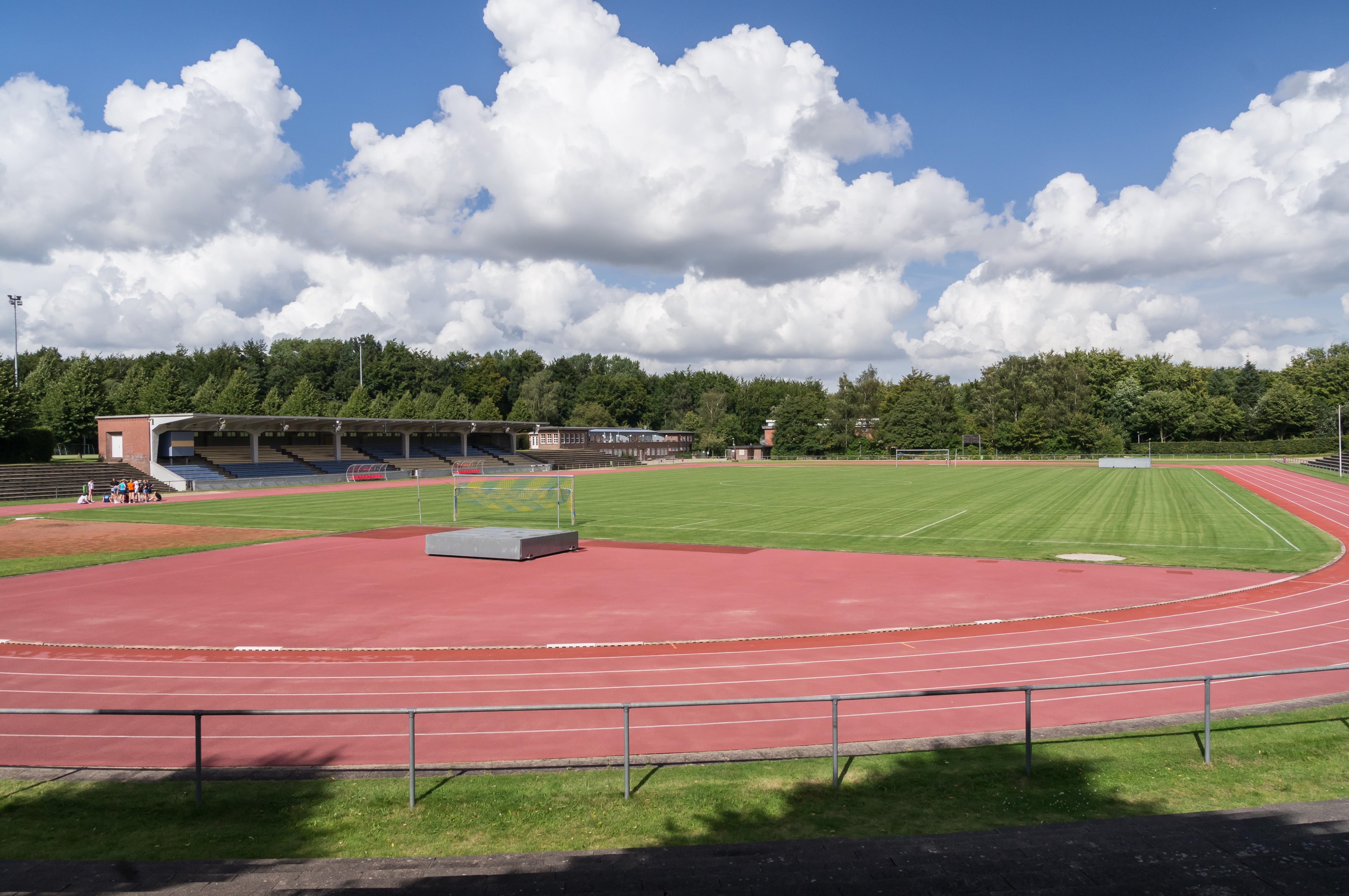
Das Stadion im Jahr 2012

Durch Moränenablagerungen war vor Jahrtausenden offensichtlich das Gebiet des späteren Volksparks mit seinen drei Bergen, dem Ballastberg, dem Blasberg sowie dem Finisberg geformt worden. Als am 11. August 1912 der Zeppelin Hansa über die Stadt flog und von diesem die ersten Luftbilder der Stadt gemacht wurden, waren auf dem Gelände, auf dem einige Jahre später der Volkspark angelegt werden sollte, noch Felder mit Knicks der Jürgensbyer Höfe zu erkennen. Baumbewuchs war kaum vorhanden.
Das Volksparkgelände wurde ab dem Jahre 1925 angelegt. Geplant war offenbar ein richtiger Volkspark, der der Erholung und der sportlichen Betätigung dienen sollte. Hierfür wurde auch das dortige Stadion errichtet. Am 3. Juli 1927 wurde es eingeweiht. Somit entwickelte sich der Volkspark in die Richtung des kurz zuvor entstandenen Altonaer Volksparks in dem sich damals noch das Altonaer Stadion befand (heute: Volksparkstadion) und des heutigen Hamburger Stadtparks, wie auch ein wenig in die Richtung des erst Anfang der 1970er Jahre entstandenen Olympiaparks in München. Damals entstand auch auf dem Gelände ein Sonnenwendplatz (Lage) an der Hangkante sowie der Ehrenhain. Während des Zweiten Weltkrieges wurde der Volkspark weniger gepflegt. In der Zeit nach dem Krieg ging ein Teil der Ausrüstung, unter anderem einige der Zäune, durch Diebstahl verloren. Größte Schäden entstanden durch Holzdiebstahl. Ab 1947 erfolgte danach die schrittweise Erweiterung und Neugestaltung des Geländes. Nach dem Zweiten Weltkrieg entstanden beim Volkspark Kleingärten, die zunächst der Selbstversorgung dienten. Im südlichen Bereich des Volksparks wurde der Park ab 1960 durch Kleingärten stark erweitert. 1957 wurde ein Höhenweg entlang der Hangkante angelegt. Gleichzeitig entstand im Norden die Brücke über die „Wolfsschlucht“. 1959 zog die Pädagogische Hochschule Flensburgs an den Rand des Volksparks, sie verblieb dort bis zum Ende der neunziger Jahre. 1961 wurde inmitten des Volksparks der Mürwiker Wasserturm errichtet, der sich als ein Wahrzeichen des Volksparks etablierte. 1962 wurde angedacht einen botanischen Garten und ein Wassertiergarten auf dem Gelände einzurichten. Die Pläne wurden aber nicht verwirklicht. Eine Art kleinen Zoo (beziehungsweise Tiergarten oder auch Tierpark) gab es jedoch später mit dem Hansigarten beim Twedter Plack, eine Ziervogelzucht die besucht werden konnte, die bis in die 1980er Jahre hinein existierte. Zur Erinnerung an drei der Förderer des Volksparks wurden im 20. Jahrhundert zudem im Volkspark Findlinge mit jeweiligen Inschriften aufgestellt. Auch ein Trimm-dich-Pfad wurde eingerichtet.
In der Folgezeit wurde der Volkspark zu einem Fotomotiv der Stadt. Auch als Ansichtskartenmotiv fungierte er. Er gewann an touristischer Bedeutung.

### Der Volkspark seit Anfang des 21. Jahrhunderts
Seit 1989 wurde das Pflegekonzept für den Volkspark geändert und eine natürliche Verwilderung in großen Teilen des Parks eingeleitet. 2004 erfolgte der Abriss der zuvor aufgegebenen Gebäude der Pädagogischen Hochschule, womit ein identitätsstiftendes Element des Stadtteils Fruerlund verloren ging. Das ehemalige Gelände der Pädagogischen Hochschule wurde 2006/2007 vom SBV bebaut. Auf dem besagten 5,2 Hektar großen Gebiet entstanden Büros, Praxen, 69 betreute Altenwohnungen und ein großer Supermarkt. Sowie einige Einfamilienhäuser. Seit Anfang des neuen Jahrhunderts verwilderten die zwei am Ostufer gelegenen städtischen Parks schließlich zusehends, auf Grund eingesparter Pflegemaßnahmen. Insbesondere die Verwilderung des Volksparks führte zu Kritik aus der Bevölkerung. Im Jahr 2012 beklagte zudem der städtische Naturschutzbeauftragte Jürgen Uwe Maßheimer die zu geringe Pflege des Landschaftsparks Twedter Mark.
Durch Neubauten im Jahre 2014 wurde dem Volkspark darüber hinaus Gelände dauerhaft entzogen beziehungsweise zweckfremd mit Wohnungen bebaut. Umgesetzt wird das besagte Projekt von einem Konsortium, das aus dem SBV, dem Bauunternehmen Höft und Bauplan Nord besteht. Der Architekt Axel Waltje erklärte zur Lage und Gestaltung des Projektes: „Alle Häuser werden wie in einer Parkanlage stehen“. Stadtplanungs-Chef Peter Schroeder erklärte Ende 2014, dass das Baugebiet am Wasserturm eines der aktuellen städtebaulichen Vorzeigeprojekte der Stadt Flensburg sei. 2017 soll die Bebauung des Areals, auf dem sich früher ebenfalls Kleingärten befanden, abgeschlossen sein.
2016 formierte sich ein Bündnis aller Ratsfraktionen, mit Ausnahme der sich enthaltenden CDU, zur Sicherung und Aufwertung dieser Parkanlagen.

### Der Volkspark heutzutage
Das Volksparkgelände hat eine Größe von ungefähr 75 Hektar. Das Gebiet des Volksparks gehört zu den Landschaftsschutzgebieten der Stadt Flensburg.
Der Volkspark eignet sich heutzutage zum Wandern, zum Picknicken und zum Joggen. In den Sommermonaten ist außerdem der Wasserturm besteigbar, und als Aussichtspunkt nutzbar. Einige der im Volkspark befindlichen Anlagen wurden als Kulturdenkmal der Stadt Flensburg eingetragen. Am Rande des Volksparks im Norden liegt die Flensburger Jugendherberge. An ihr führt der Ostseeküsten-Radweg (EV10) entlang. Des Weiteren dient noch am östlichen Rand das Hotel am Wasserturm der Möglichkeit zu Übernachten. Im Winter dienen einige der Abhänge des Volksparks als Rodelstrecken. Zudem besitzt der Volkspark zwei sehr große Kinderspielplätze, einen im Süden und einem im Norden des Parks, wo sich jeweils auch Aussichtspunkte des Volksparks befinden.

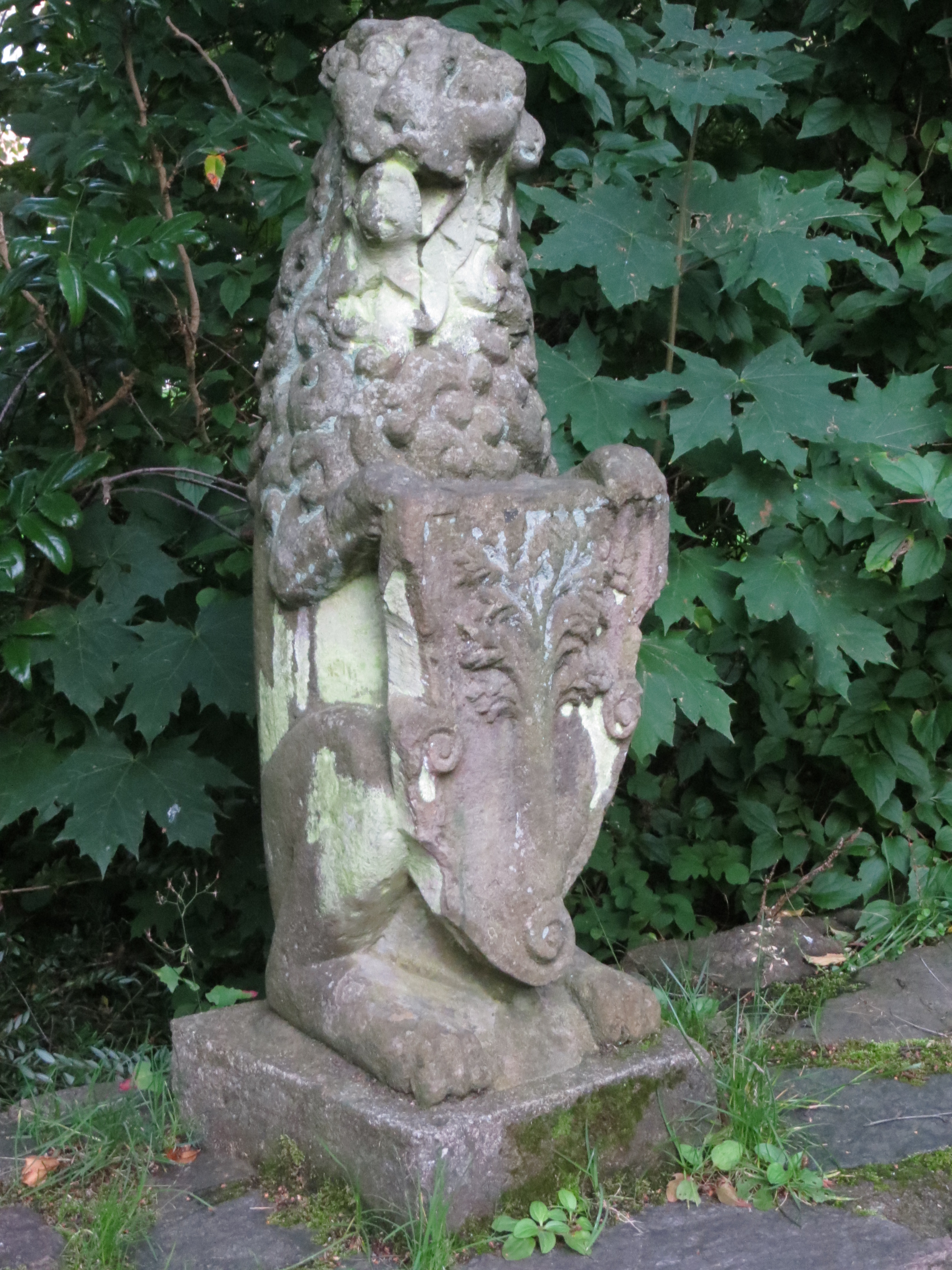
Der kleine Löwe stand früher im alten Mürwiker Park. Heute steht er beim Museumsberg.
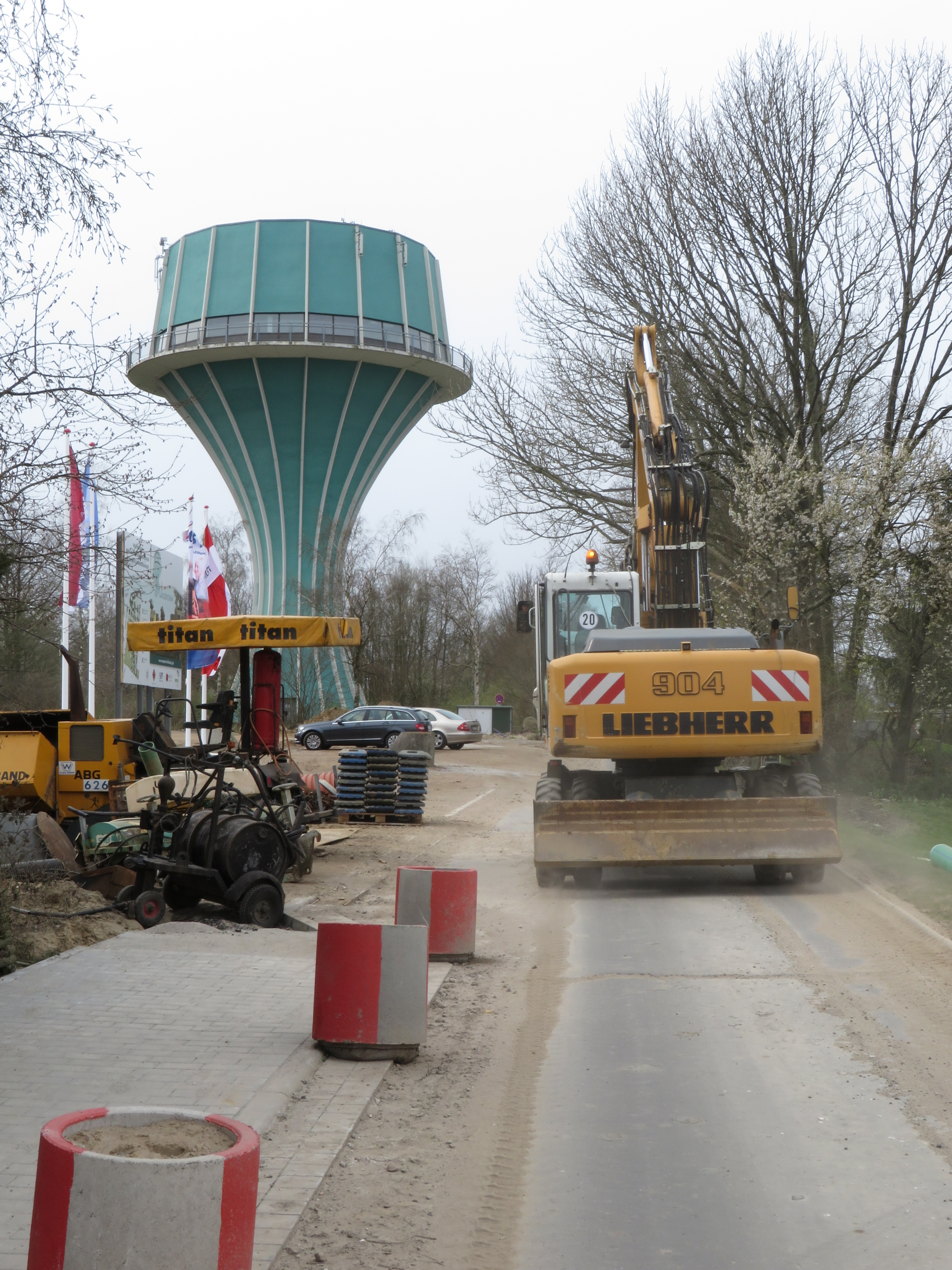
Der Wasserturm der früher inmitten des Volksparks stand. (Foto 2014)
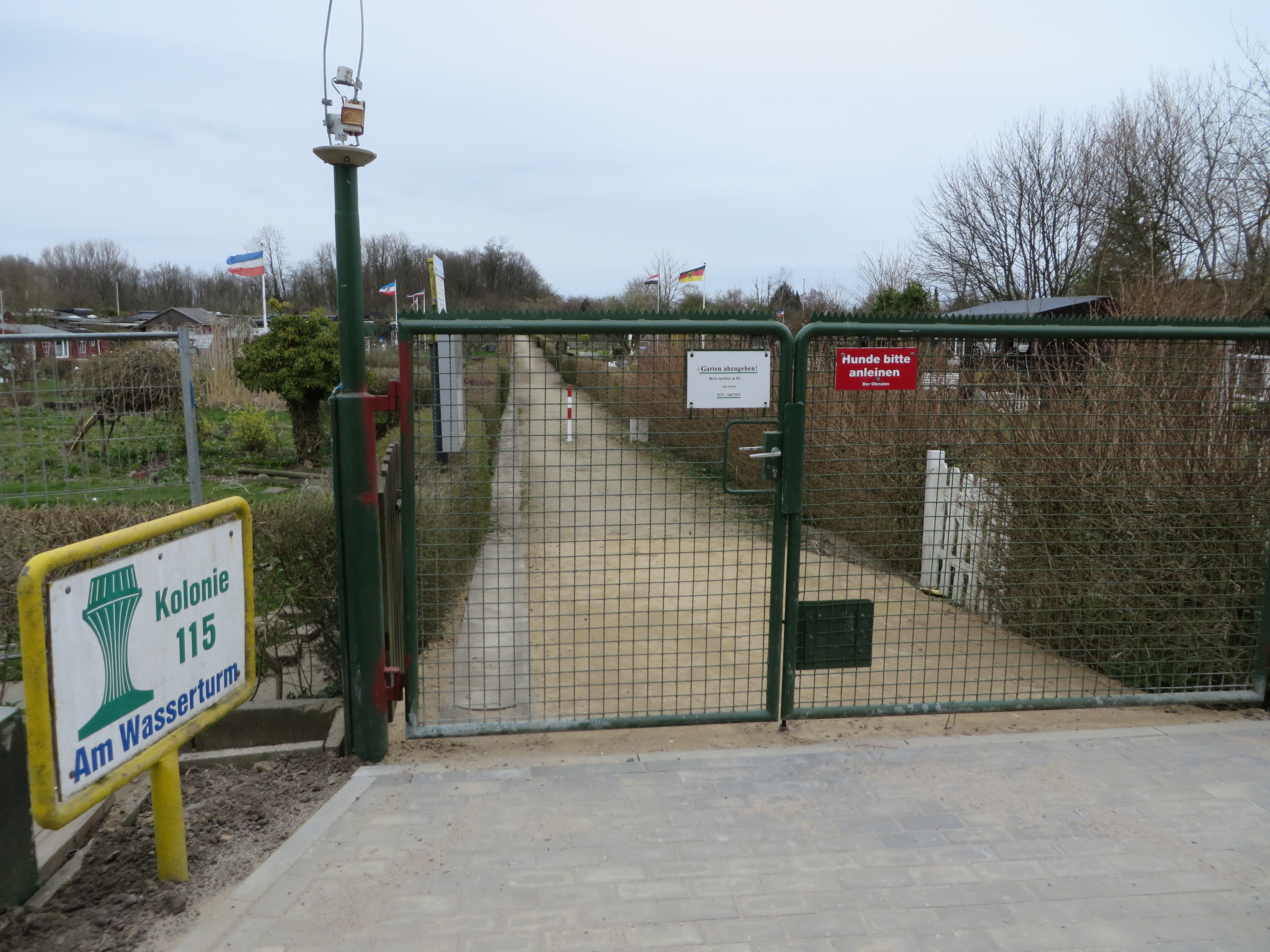
Gartenkolonie 115 am Wasserturm im Volkspark
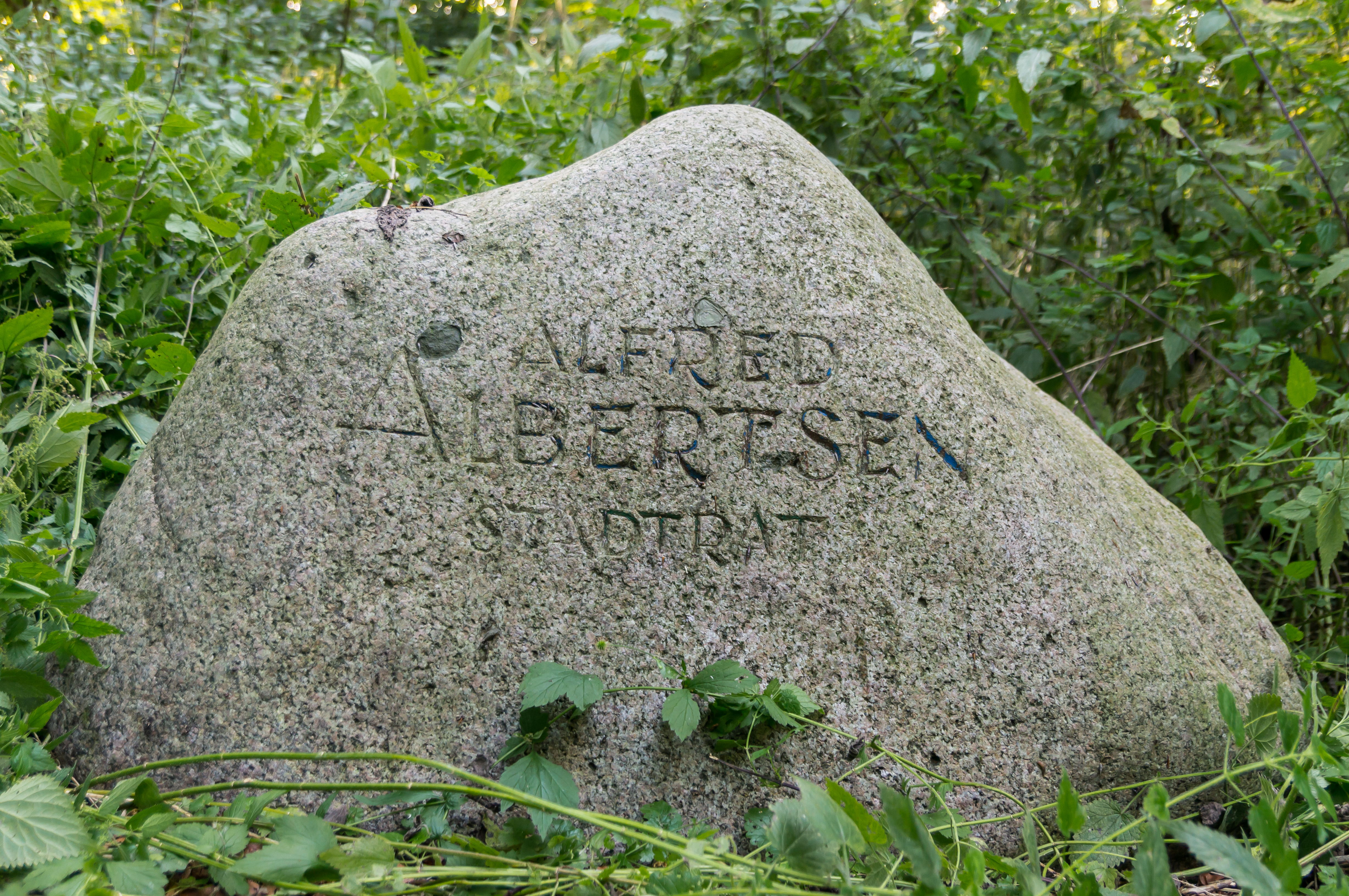
Gedenkstein an einen der Förderer des Volksparks
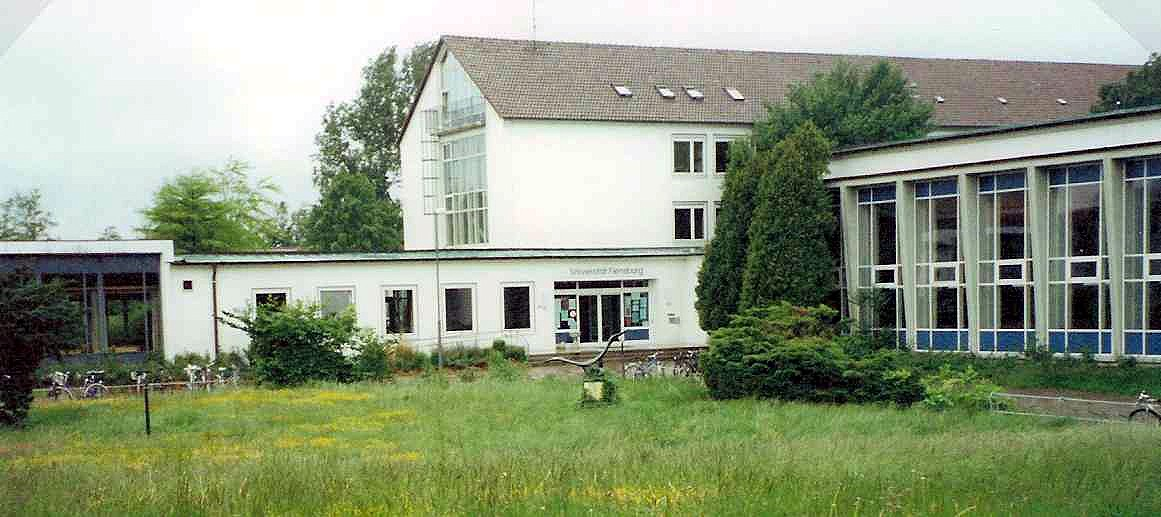
Die mittlerweile abgerissene Universität

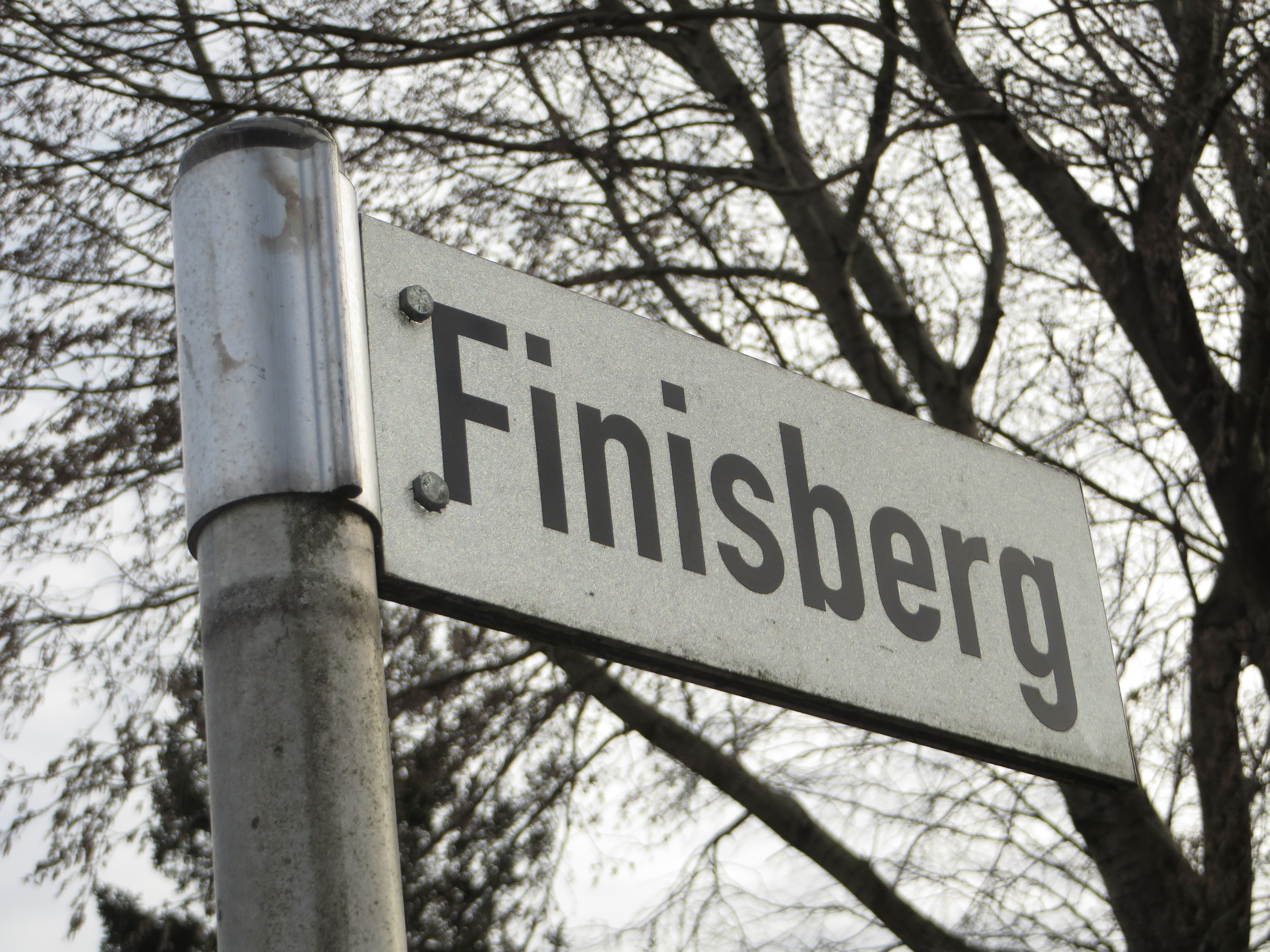
Schild der angrenzenden Straße vom Finisberg

## Bergbereiche
Der Volkspark besteht grob betrachtet aus drei Höhenlagen, die wie schon erwähnt, vor Jahrtausenden offensichtlich im Zuge von weitläufigen Moränenablagerungen entstanden. Der weiter südlich liegende Mürwiker Wasserturm steht auf einer Anhöhe von ungefähr 47 m ü. NN. Dieser weiter südlich gelegene Höhenbereich wird Ballastberg genannt. Hinsichtlich der Benennung vgl. Ballastbrücke. In direkter Nachbarschaft zur Straßensiedlung Blasberg liegt das Flensburger Stadion, das sich auf einer Höhenlage von ungefähr 39 m ü. NN befinden soll. Weiter nordöstlich jenseits der „Wolfsschlucht“, im äußersten Winkel des Volksparks, befindet sich mit dem Finisberg die dritte Höhenlage des Volksparks. Dort beim Finisberg liegt eine große Wiese, von der man runter zur Flensburger Förde blicken kann und von der auch die Marineschule Mürwik (Rotes Schloss) in der Ferne zu erkennen ist. Der Name Finisberg ist seit dem Ende des 18. Jahrhunderts bezeugt und verweist auf einen Venusberg. Der Finisberg wurde zwischen 1923 und 1932 vom Segelfliegerhorst Kielseng für Segelflüge genutzt. (Finisberg ist im Übrigen heute auch der Name einer angrenzenden Straße; Vgl. Straßenname Finisberg) — Bei den verschiedenen Höhenlagen des Volksparks sind heute Aussichtspunkte zu finden, von denen bis runter auf die Flensburger Förde geblickt werden kann.